# غاستون أنطونيو زاباتا فيلاسكو
غاستون أنطونيو زاباتا فيلاسكو (بالإسبانية: Antonio Zapata)‏ هو مؤرخ بيروفي، ولد في 25 أكتوبر 1951 في ليما في بيرو.